# 伊芙琳·布奇
伊芙琳·布奇（英語：Eveline Burchill；1905年11月20日—1987年1月18日）是一位爱尔兰舞者，舞蹈老师，裁判和编舞。

## 生平
伊芙琳·伯吉于1905年11月20日出生在科克。她是詹姆斯·奥尔·伯奇尔和露西·伯奇尔（法語：néePower）的四个孩子之一，她的父亲是辛格缝纫机公司的总经理。一家人搬到都柏林，并住在Terenure区的伊顿广场后，布奇加入了都柏林的教区学校。在她家庭医生的建议下，为了身体健康，布奇开始跳舞。她十几岁时移居伦敦，全日制学习舞蹈，在朱迪思·埃斯皮诺萨的指导下学习芭蕾舞，并师从约瑟芬·布拉德利学习交谊舞。她15岁时在伦敦广场剧院的芭蕾舞团演出。
1920年代，布奇决定专注于教学而不是表演，并回到都柏林。她在拉斯莫恩斯建立了自己的舞蹈学院，并在莫兰旅馆上课，教授柔板舞、芭蕾舞、社交舞、角色舞蹈和拉丁舞。她于1940年将学院迁至圣史蒂芬绿地122A号，并设有一所附属学校，即位于拉瑟米尼的斯特拉社交舞工作室。她于1943年7月与前学生乔治·贝格利结婚。这对夫妻共同经营学校，直到1953年分居。两人离婚后，贝格利接管了位于拉斯莫恩斯的学校。1974年，圣史蒂芬绿地122号被拆除时，布奇在拉斯莫恩斯音乐学院和拉思加音乐协会大厅等地任教。她于1983年退休。直到1973年为止，她每两年都在都柏林举办舞会，起先在皇家剧院，后来在欢乐剧院。她在姐姐希拉·巴拉格的帮助下进行了服装设计和编舞，还与奥斯汀·克拉克与玛丽·达文波特·奥尼尔合作。
布奇也为英国和欧洲社交舞比赛担任裁判，例如1963年在伦敦阿尔伯特音乐厅举行的国际社交舞锦标赛。她经常作为伴舞参加帝国舞蹈教师学会举办的伦敦舞蹈大会。林恩·道尔为布奇创作过两部芭蕾舞剧《仆人的舞会》和《野生燕麦》。她搬出圣史蒂芬绿地的公寓后，居住在都柏林黑石市的克罗斯大道。她于1987年1月18日在都柏林郡的疗养院去世，被埋葬在杰罗姆山公墓。